# 琉球バス交通豊見城営業所
琉球バス交通豊見城営業所（りゅうきゅうバスこうつうとみぐすくえいぎょうしょ）は、沖縄県豊見城市字翁長にある琉球バス交通の営業所。
2019年4月1日、豊見城市豊崎にあった豊崎営業所の一部機能を移転し開設された。
琉球バス交通の路線の約半数を管轄しており、琉球バス交通の路線バス部門の営業所としては最大規模である。

## 概要
- 所在地 - 沖縄県豊見城市字翁長811
  - 琉球バス交通本社
  - 琉球バス交通豊見城営業所
  - 那覇バス事務センター

## 沿革
かつては琉球バス交通の本社、路線バス・観光部門の営業所、那覇バスの事務センターはすべて豊見城市豊崎にあったが、2019年4月1日に、このうち琉球バス交通の観光部門の営業所以外が移転し、豊見城営業所として開設された。
- 2019年4月1日 開設。
- 2019年6月24日 26番にサンエーパルコシティ経由の便を新設。
- 2019年10月1日 南城市コミュニティバス「Nバス」の運行開始に伴い、53番を廃止。
- 2021年1月12日 256番の運行を開始。55番・56番・88番・98番の一部の便を、豊崎美らSUNビーチ前発着へ変更。
- 2022年10月17日 190番の運行を開始。

## 構造
事務所とバスの駐車場で敷地が分かれており、北側には事務所と乗務員用の駐車場がある。事務所では、定期券やOKICA、フリー乗車券などを販売している。また、事務所内に食堂があり、一般客も利用できる。南側には、バスが90台程度駐車できるスペースと、バスの洗車機・給油用の設備がある。

## 管轄路線
営業所を発着する路線はなく、すべて那覇バスターミナルや那覇空港などへ回送してから運行している。
なお、最寄りのバス停は翁長入口（89番・糸満線が停車する）となっている。

### 現行路線
- 20番・名護西線（沖縄バスとの共同運行）
- 21番・新都心具志川線
- 23番・具志川線
- 24番・那覇大謝名線
- 26番・宜野湾空港線
- 28番・読谷（楚辺）線（沖縄バスとの共同運行）
- 29番・読谷（喜名）線（沖縄バスとの共同運行）
- 50番・百名（東風平）線
- 51番・百名（船越）線
- 54番・前川線
- 55番・牧港線
- 56番・浦添線
- 63番・謝苅線
- 83番・玉泉洞線
- 88番・宜野湾線
- 89番・糸満（高良）線（沖縄バスとの共同運行）
- 90番・知花（バイパス）線
- 98番・琉大（バイパス）線
- 99番・天久新都心線
- 105番・豊見城市内一周線
- 110番・長田具志川線
- 112番・国体道路線
- 120番・名護西空港線（沖縄バスとの共同運行）
- 152番・イオンモール沖縄ライカム（高速）線
- 190番・知花空港線
- 223番・具志川おもろまち線
- 228番・読谷おもろまち線（沖縄バスとの共同運行）
- 256番・浦添てだこ線
- 263番・謝苅おもろまち線

### 廃止された路線
- 53番・志喜屋（船越）線